# Trawler

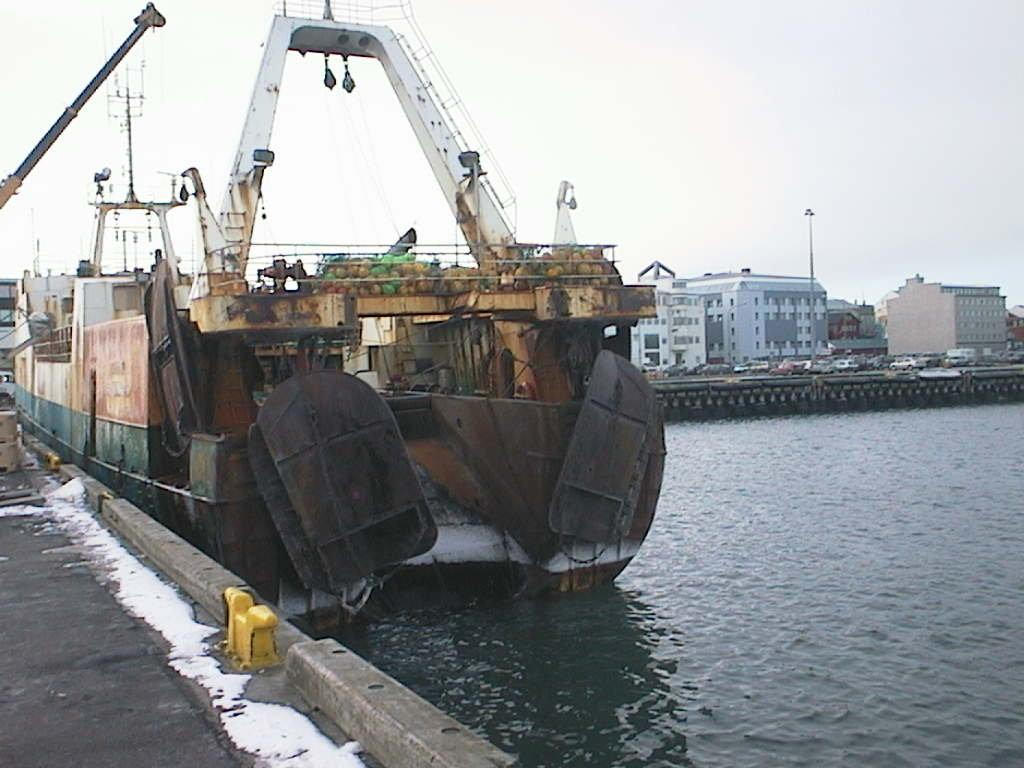
Een slipwaytrawler van de achterzijde

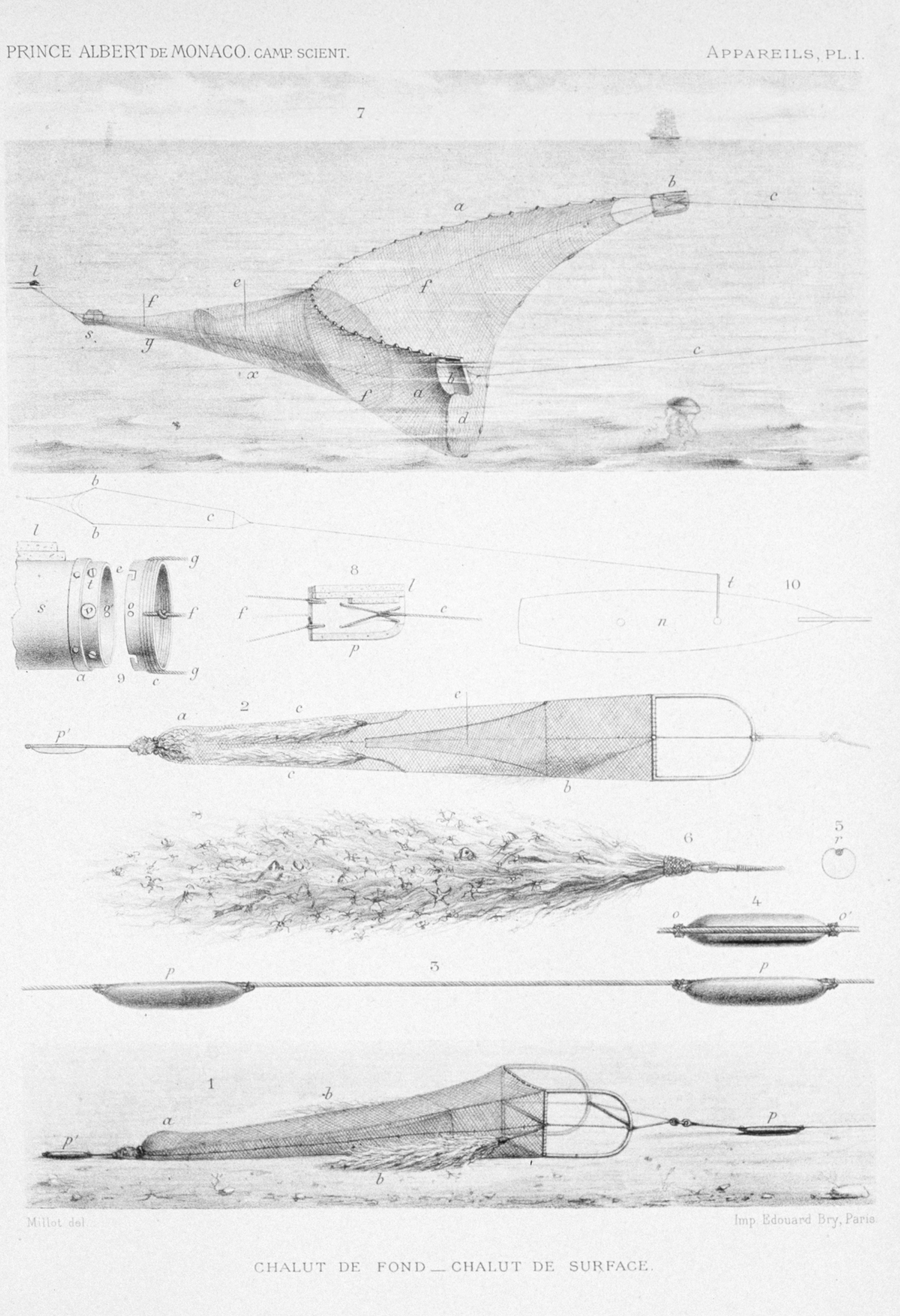
Zwevende trawls en bodemtrawls

Een trawler of treiler is een vissersschip dat met een trechtervormig net (Engels: trawl) vist. Bij het voortslepen van het trawlnet ondergaan de twee rechtopstaande scheerborden weerstand in het water waardoor zij elk een kant uitgaan en er daardoor een horizontale opening ontstaat. Door gewichten aan de onderzijde en materiaal met drijfvermogen (kunststof of ijzeren ballen, boeien of liggende scheerborden) aan de bovenzijde van het trawlnet te bevestigen, ontstaat een verticale opening.

## Zij- en hektrawlers
De moderne trawlvisserij werd aan het eind van de negentiende eeuw geperfectioneerd en liep gelijk op met de introductie van door stoom aangedreven visserijschepen. Aan de Amerikaanse westkust werd op sardines gevist, aan de Amerikaanse en Canadese Atlantische kusten op kabeljauw. Op de Noordzee werd niet alleen op schol, schar, rog, wijting en kabeljauw gevist, maar ook op haring. Rond 1900 werd de trawl op de Noordzee incidenteel ook gebruikt achter zeilschepen zoals de logger, maar een trawl werkt veel beter met motorkracht omdat de scheerborden voor behoorlijk wat weerstand zorgen. De zeilende schepen moesten zich voor wat betreft de diepte bij het vissen met de trawl tot omstreeks 55/75 meter beperken. Tot halverwege jaren zestig waren zijtrawlers nog in zwang. Het trawlnet werd op dergelijke schepen vanaf het voordek over de stuurboordzijde of bakboordzijde geschoten. In de jaren zeventig slonk de vloot zijtrawlers gestaag vanwege de introductie van hektrawlers die de vangst bovendien konden invriezen. Eind jaren zeventig waren alle zijtrawlers van het toneel verdwenen en vervangen door hektrawlers, die het net vanaf het achterdek over de verschansing in zee zetten.

## Vriestrawlers
Bij de huidige generatie vriestrawlers draait het nog steeds om hetzelfde principe. Het trawlnet is weliswaar flink groter maar dat komt vooral door de bijzonder grote mazen in het voorste deel van het trawlnet. Mazen van 25 tot 30 meter zijn geen uitzondering en zijn bedoeld om de weerstand en daardoor het brandstofverbruik te verminderen. Omdat de vriestrawlers beschikken over enorme vriesruimen kunnen ze lang op zee blijven. Bijna driekwart van het ontwerp van een moderne vriestrawler wordt in beslag genomen door een verwerkingsdek en opslagruimte. De Nederlandse vloot vriestrawlers (in 2016 nog maar zeven eenheden) vist duurzaam op haring, makreel en horsmakreel. Het bijvangstpercentage van andere vissoorten is marginaal, minder dan vijf procent. Omdat het hier gaat om pelagische vissoorten die zich vooral in de bovenste waterkolommen begeven, komt de trawl niet op de bodem. Daar leent het vistuig zich ook niet voor. Als gevolg van efficiency is in vergelijking met andere eiwitbronnen de CO2 voetafdruk van de Nederlandse vriestrawlers de laagste ter wereld.

## Schade
"Bottom trawling is by far the most destructive method of fishing out there", zegt dr. Rhian Waller van de University of Maine, die is gespecialiseerd in diepzee- en koudwaterorganismen. Hij heeft bij onderzoeken en verkenningen van de oceaanbodem de vernietigende effecten van diepzee-trawling gezien. Deze activiteit heeft ook voor de biodiversiteit van de Middellandse Zee veel gevolgen gehad. Trawlen is een manier van vissen waarbij grote netten, soms van wel enkele kilometers lang, op grote dieptes achter het schip hangen (Oceana, 2018). Vaak komt het ook voor dat de netten bij de opening worden verzwaard en over de bodem worden gesleept (The Guardian, 2020). Op deze manier worden hele populaties in een keer weggevaagd. Alles wat leeft op de zeebodem wordt beschadigd, gevangen en wanneer onbruikbaar dood teruggegooid. Ondanks - of eigenlijk doordat - er tonnen aan vis per keer worden opgehaald, is trawlen ontzettend inefficiënt: de helft van de vangst is ongeschikt voor verdere verkoop en wordt teruggegooid. Trawlen - en in het bijzonder diepzee- of bottom-trawling - vernietigt bovendien de leefomgeving en de kansen op reproductie van de vispopulaties. "[I]t’s not just the corals that get taken away, it’s the whole ecosystem", aldus dr. Waller. Door het slepen over de bodem worden koralen en zeeplanten op de bodem - die door vissen als broedgronden en schuilplaatsen worden gebruikt - namelijk omgewoeld en vernietigd. Koralen die dieper dan 200 meter leven, groeien bovendien zeer langzaam, waardoor het enkele tientallen tot duizenden jaren kan duren voordat de populatie is hersteld. Daarnaast houden jonge vissen zich voor de veiligheid in deze riffen op. Zij worden door de netten van de trawlers gevangen en sterven - ook al zijn ze ongeschikt voor consumptie - waardoor ze niet zelf niet kunnen groeien en reproduceren (Waller, National Geographic, 2013).

## Duurzaamheidsmaatregelen
Er wordt echter steeds duurzamer gevist door de trawlervloot. Er zijn zogenaamde 'Haaien-vangers' in de trawls aangebracht die de, ongewenste, grotere vissoorten tijdens het vissen uitfilteren. De soort waarop gevist wordt kan door de haaien-vanger heen en komt in het achterste gedeelte van het net, de 'kuil', terecht. De grotere soorten kunnen deze 'haaien-vanger' niet passeren en worden door een opening aan de onderzijde van het net weer naar buiten geleid. Tevens zijn er proeven met camerasystemen op de trawl, waardoor men tijdens het vissen een real-time videofeed krijgt van de vis die de trawl inzwemt. Is dit niet de beoogde soort of is de vis te klein, dan kan de trawl voortijdig binnen gehaald worden. 
De afmetingen van de mazen in het net zijn ook aan strenge regels gebonden, waardoor ondermaatse vis het net door deze mazen kan verlaten en dus niet opgevist wordt. Regelmatig worden er door overheidsinstanties aan boord controles uitgevoerd op de mazen van de trawl. 
Anders dan soms gedacht wordt, vissen de pelagische trawlers niet op de zeebodem, en laten deze zodoende intact. Pelagische visserij gebeurt in de kolom van het wateroppervlak tot net boven de zeebodem, omdat zich daar de pelagische vissoorten bevinden.
Moderne trawlers hebben de laatste technieken aan boord. Diepvriesinstallaties zijn veelal 'cascade-systemen' met ammoniak (NH3) en kooldioxide (CO2). Deze (natuurlijke) gassen hebben een lager aardopwarmingsvermogen dan de voorheen veelgebruikte H(C)FC's zoals R22. Als voorbeeld, de GWP van CO2 = 1, die van NH3 = 0 terwijl die van R22 = 1500. 

## Vaktaal
'Treiler' was onder Nederlandstalige zeevissers een uitdrukking voor het scheepstype trawler. Ook de uitdrukking 'trolder' was gangbaar.